# Nobreza rural
Designa-se gentry - do francês arcaíco genterie - a nobreza rural europeia que, embora desprovida de títulos nobiliárquicos, possuía os mesmos valores da restante aristocracia inglesa. É uma nobreza terratenente, que a partir do século XVI ascendeu economicamente, arrendando, plantando ou criando gado, especialmente ovinos, visando a produção de lã para a indústria têxtil.  Foram responsáveis pelo aumento subsequente da produção agrícola, ao introduzirem uma série de inovações agrícolas.

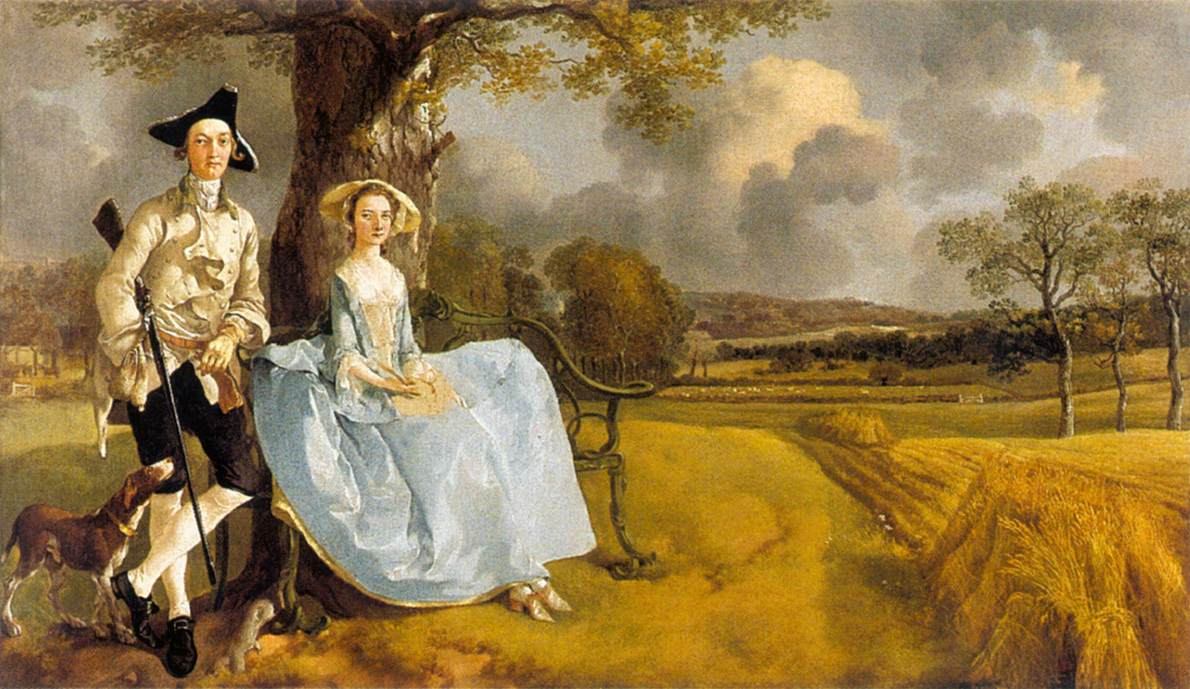
Mr and Mrs Andrews, retrato a óleo sobre tela de cerca de 1750, de Thomas Gainsborough.

Essa nobreza rural ou pequena nobreza rural, foi uma classe social histórica formada geralmente por proprietários rurais que possuíam uma condição social distinta.
O historiador Alan Macfarlane é um dos pioneiros do debate do assunto, refletindo sobre as características do campesinato britânico. Macfarlane defende uma distinção entre o termo "Camponês" e o termo técnico que possuí características sociais e históricas.
Macfarlane adota um "tipo ideal" seguindo o proposto de Max Weber. Weber, enfatiza que "centenas de palavras no vocabulário do historiador são construções ambíguas" e argumenta que o historiador que não constrói tais tipos ideais permanece "preso no reino do vagante sentido". Desse modo, os estudos de Alan Macfarlane contribuem para a análise do estudo histórico sobre o campesinato, além das estruturas a sociedade inglesa medieval.
O termo Nobreza sobrevive contemporaneamente pelo mesmo ideal do passado, utilizado para descrever camadas sociais elevadas. A priori o termo era usado exclusivamente para "nobilitas maior", ou seja, aqueles que possuem ligação com o Pariato do Reino Unido (alta nobreza que era composta por Lordes ou Nobre titulados: Duque, Marquês, Conde, Visconde e Barão), já camadas inferiores como Cavaleiro, Escudeiro e senhores eram denominados como nobilitas minor (pequena nobreza) mesmo que a mesma não fosse necessariamente uma nobreza em si.
Como observado pelo historiador J.V Becket, "a dissolução da veste nobre continua e sua substituição por uma nobreza distintiva" ocorreu de forma gradual, até que, no início do Século XIX, autores começaram a registrar uma perda de prestígio e posição para a nobreza menor. Esse uso expandido do termo "nobreza" e a reclassificação interna dos nobres refletem a estabilidade do sistema social e político mantido pela elite, como apontado por estudiosos com Lawrence Stone e Jeanne Stone.

### Etimologia
De acordo com a definição do dicionário de Cambridge: "pessoa de classe social elevada; especialmente no passado: um membro da pequena nobreza fundiária (aquele que possuem muitas terras)".
De acordo com a definição do dicionário Michaels: "1. Pequena nobreza; 2. Gente de boa família; 3. Pessoas de um grupo particular".
De acordo com a definição do dicionário Collins: "1. pequena nobreza, 2. A pequena nobreza são pessoas de alto status social ou de nascimento elevado [principalmente britânico; antigo]...sinônimos: nobreza, senhores, elite, nobres".
De acordo com a definição do Oxford Learners Dictionaries: "1. pessoas pertencentes a uma classe social elevada; 2. nobreza local; 3. a nobreza proprietária de terras."
De acordo com o The Century dictionary; an encyclopedic lexicon of the English language, por Whitney, William Dwight, 1827-1894; Smith, Benjamin E. (Benjamin Eli), 1857-1913: "Gentry, Senhor e senhora Threadbare. Dois personagens da comédia de Cibber "The Rival Fools", que foi uma alteração de "Wit at Many Weapons" de Beaumont e Fletcher. Na última peça eles aparecem como Senhor Ruinous e Senhora Gentry".

Em The Modern World dictionary of the English language, por Hunter, Robert, 1824-1897 e Morris, Charles, 1833-1922 a gentry é mencionada algumas vezes, porém, nenhuma apresenta uma definição especifica. Na palavra patronage (patrocínio) é mencionada da seguinte forma: "Armas de Patrocínio: Heráldica: 1. Armas usadas pela pequena nobreza que derivavam das armas da maior; braços em cujo topo estão algumas marcas de sujeição e dependência; 2. Armas acrescentadas às armas da família como sinal de superioridade, direito ou jurisdição, por governadores de províncias, senhores de feudos, patronos de benefícios, etc".
A gentry, pode ser classificada como uma nobreza ligada a grandes propriedades fundiárias, no Reino Unido estando abaixo da realeza britânica e da nobreza titulada britânica na hierarquia social. A gentry possuía o direito de utilizar conquistas heráldicas, por exemplo, brasão de armas, assim sendo classificados como armiger que no latim significa algo como "portador de armas". Apesar dessa questão hierárquica, não possuíam títulos oficiais e não existia um ingresso regimentado na pequena nobreza ao contrário da Europa continental na qual o príncipe atribuía honrarias, mesmo assim faziam parte da aristocracia.
Os gentlemen como denominados os membros da gentry, viviam de arrendamento de suas terras, assim sendo chamado de um ser gentil, ou seja, com uma vida isenta do trabalho manual e de suas questões. Esse modo de vida era nomeado de gentility.